# Mark Chisholm
Mark David Chisholm (Gladstone, 18 settembre 1981) è un ex rugbista a 15 australiano che giocava nel ruolo di seconda linea; a livello internazionale ha ottenuto 58 presenze con l'Australia.

## Biografia
Diplomato al Gregory Terrace di Brisbane, rappresentò la squadra di tale Stato, i Reds, con cui esordì nel Super 12 2002; l'anno successivo si trasferì ai Brumbies, squadra del Territorio della Capitale Australiana (Canberra).
Con tale franchigia si assicurò la vittoria del SANZAR nel 2004.
Esordì in Nazionale australiana nel 2004 contro la Scozia a Edimburgo nel corso del tour europeo degli Wallabies, e fu in campo anche la settimana successiva contro la Francia.
Fu tra i convocati alla Coppa del Mondo di rugby 2007 in Francia; a tutto il 2010 ha preso parte ai Tri Nations dal 2005 eccezion fatta per l'edizione 2008 e vanta 58 presenze e 6 mete in Nazionale.
Al termine della stagione di Super Rugby 2011 Chisholm ha firmato con il club francese del Bayonne un contratto biennale, con un'eventuale opzione per una terza stagione.

## Palmarès
- Super 12: 1
Brumbies: 2004